# خالد شيخ محمد
خالد شيخ محمد (ولد في 1 مارس 1964 وهناك مصادر تشير إنه من مواليد 14 أبريل 1965)، إسلامي باكستاني متطرف معتقل في معتقل غوانتانامو، وكانت السلطات الأمريكية تعتقد أنَّ شيخ محمد هو ثالث أبرز قادة تنظيم القاعدة قبل اعتقاله في مارس 2003 وتم احتجازه في مكان مجهول حتى تم تحويله إلى سجن غوانتانامو.

## اعترافه بأحداث 11 سبتمبر 2001
في يوم الخميس 15 مارس 2007 اعترف شيخ محمد أنَّه المسؤول عن أحداث 11 سبتمبر من الألف إلى الياء، كما اعترف خالد شيخ محمد بالتخطيط ل29 عملية جهادية أخرى، بما في ذلك شن هجمات على مبنى ساعة بيغ بن ومطار هيثرو في لندن.
ومن بين تلك الهجمات، التي قال محمد أنَّه مسؤول عن التخطيط لها، محاولة تفجير طائرة ركاب فوق المحيط الأطلسي، باستخدام متفجرات مخبأة في أحذية، وتفجير ملهى ليلي في جزيرة «بالي» بإندونيسيا، بالإضافة إلى هجوم آخر على مركز التجارة العالمي في العام 1993.

## المحاكمة
في يوم الخميس 5 حزيران 2008 جرت أول جلسة لمحاكمة خالد شيخ محمد مع أربعة من رفاقه، وقد فاجأ خالد ورفاقه الجميع برفضه لمحامي الدفاع مشيراً إلى أنَّه يرفض أن يدافع عنه أمريكي يرأسه بوش وأنَّه لا يريد من يمثله بل هو سيدافع عن نفسه شخصياً والله هو وكيله، وسأله القاضي: «هل تفهم أنَّك ستواجه عقوبة الإعدام»، فرد بالقول: «هذا ما أتمناه وما أردته طويلاً عندما حاربت الروس في أفغانستان». وأضاف: «الله سيعطيني ذلك منك» (أي القاضي).

## بعثه رسالة إلى أوباما 2017
في يوم 18 يناير 2017 نشرت وسائل إعلام أنَّ خالد شيخ محمد كتب رسالة في عام 2014 موجه إلى الرئيس الأمريكي باراك أوباما، لكنَّ إدارة سجن غوانتانامو وافقت على إرسالها للبيت الأبيض وكان مضمون الرسالة عن ما يتعرض له المسلمون في العالم على يد الغرب والأمريكان وما يحدث في العراق وفلسطين وسوريا.